# Емануїл Вавра
Вавра Емануїл (чеськ. Emanuel Vávra; *2 січня 1839 — †29 квітня 1891) — чеський літературознавець і перекладач. Переклав багато творів письменників Російської імперії, написав низку статей про них.

## Творчість
Деякі дослідники українсько-чеських літературних зв'язків вважають Вавру автором розвідки «Тарас Григорович Шевченко, малоросійський поет» (опубліковано в журналі «Квіти», 1865—1866, № 35-37), в якій уперше у чеській критиці подано докладні відомості про українського поета. В статті наведено також уривки з поем «Єретик» (присвята П. Шафарикові) українською мовою і 66 рядків з поеми «Гайдамаки» у перекладі чеською мовою. В тому самому журналі вміщено (1865—1866) й баладу Шевченка «Тополя» в перекладі Ваври.